# Charles-Alexis Brûlart de Sillery
Charles-Alexis-Pierre Brulart de Genlis de Sillery (20. ledna 1737 v Paříži – 31. října 1793 tamtéž) byl francouzský maréchal de camp a zástupce šlechty v Národním shromáždění a Konventu během Francouzské revoluce.

## Životopis
Charles Alexis Brûlart de Genlis se narodil dne 20. ledna 1793 v Paříži. Jeho otec byl Charles Brûlart (1705-1753), markýz de Genlis (území v Aisne) a jeho matka se narodila jako Louise-Charlotte-Françoise de Hallencourt de Dromesnil (1710-1742). Jeho strýc byl Charles-François d'Hallencourt de Dromesnil a jeho kmotr Louis Philogène Brûlart de Sillery, který se stal jeho vychovatelem po smrti jeho rodičů.
Charles Alexis měl dva bratry. Jeho starší bratr byl Charles Claude Brûlart, markýz de Genlis, narozený v roce 1733, který sloužil v armádě a dosáhl hodnosti generálporučíka. Jeho mladším bratrem byl Louis-Marie Brûlart de Genlis narozený dne 28. listopadu 1738, byl prvním opatem opatství Sainte-Élisabeth v Genlis, poté se stal důstojníkem pěchoty v královském pluku. Zemřel v Paříž v, rue Saint-Jacques 19. března 1761 na neštovice.
Charles Alexis se oženil 8. listopadu 1763 s Félicité du Crest de Saint-Aubin, budoucí guvernantkou Ludvíka Filipa, se kterou měl tři děti.
Charles Alexis Brûlart začal svou vojenskou kariéru asi ve 13 letech, když se stal členem regimentu, který odjel do Východní Indie. Ve věku 14 let opustil tento pluk a vstoupil do francouzského královského námořnictva.
V roce 1757 utrpěl Charles Alexis jako 20letý poručík v bitvách mnohočetná zranění, která mu vynesla povýšení do hodnosti kapitána. Později byl zajat Angličany při obléhání Pondicherry v roce 1778.
Charles Alexis byl  dne 17. února 1786 jmenován guvernérem Épernay.
Byl zvolen zástupcem šlechty do generálních stavů a byl jedním ze 47 zástupců šlechty, kteří se připojili ke třetímu stavu. Dne 26. dubna 1790 se stal jedním z nových členů Výboru pro všeobecnou bezpečnost.
Za departement Somme byl v roce 1792 znovu zvolen poslancem Konventu.
Dne 31. října 1793 byl mezi 21 girondisty popravenými gilotinou.

## Vyznamenání
- Rytíř Řádu sv. Ludvíka